# August von Etzel (General, 1784)

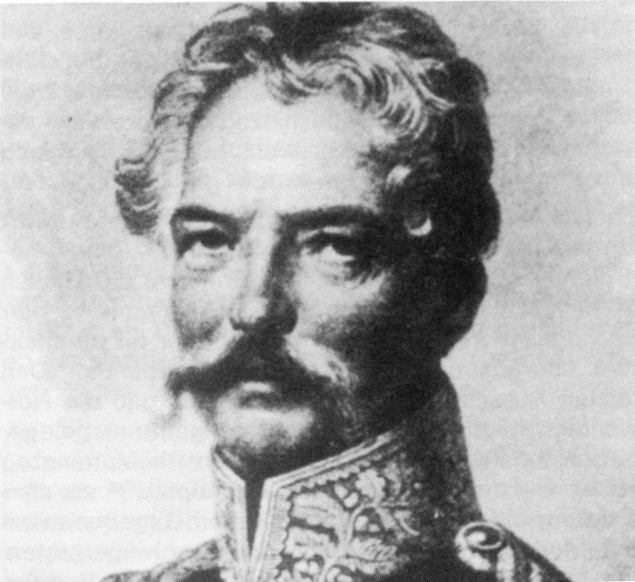
Franz August O’Etzel

Franz August O’Etzel (auch Franz August Etzel, ab 1846 Franz August von Etzel; * 19. Juli 1784 in Bremen; † 25. Dezember 1850 in Berlin) war ein preußischer Generalmajor, erster „Königlich Preußischer Telegraphendirektor“ und ein Pionier bei der Einführung der Telegrafie in Deutschland. Er leitete den Bau und später den Betrieb des Preußischen optischen Telegrafen von Berlin nach Koblenz und wirkte bei der Entwicklung und Etablierung der elektromagnetischen Telegrafie in Preußen entscheidend mit.

## Leben
Er war der Sohn von Franz August O’Etzel († 1808 in Potsdam) und dessen Ehefrau Gesche, geborene Borgmann († 1792 in Potsdam). Etzels Vater, ein eingewanderter Tabakfabrikant, stammte aus einer irischen Adelsfamilie, lebte bis 1785 in Bremen und war dort Großbürger und Kaufmann. Der Adelsstand der Familie war jedoch in Preußen zunächst nicht anerkannt, weshalb Franz August O’Etzel zum Studium an der Königlichen Ingenieurakademie in Potsdam, das jungen Edelleuten vorbehalten war, nicht angenommen wurde. Er erlernte schließlich den Beruf des Apothekers, befasste sich aber weiterhin mit Technik und Geografie. So bereiste er im Jahr 1803 die Bergwerke des Harzes und ging anschließend zum Studium nach Paris. Dort lernte er Alexander von Humboldt kennen, mit dem er 1805 nach Neapel reiste. Danach wurde er in Wittenberg zum Dr. phil. promoviert. Von 1808 bis 1810 betrieb er in Berlin die Apotheke „Zum gekrönten Schwarzen Adler“.
Etzel trat am 19. November 1810 in das Brandenburgische Ulanenregiment der Preußischen Armee ein. 1811/12 war er zur Allgemeinen Kriegsschule kommandiert und wurde im Februar 1812 zum Sekondeleutnant befördert. Als solcher war Etzel während der Befreiungskriege vom 10. Februar 1814 bis 4. Mai 1815 dem Hauptquartier der Armee Blücher zugeteilt. Er nahm u. a. an den Schlachten Ligny und Waterloo teil. Außerdem soll er 1814 an der Zerstörung eines französischen optischen Telegrafen beteiligt gewesen sein. Bei der Schlacht um Paris im Jahre 1815 wurde Karl von Müffling auf den jungen Offizier aufmerksam, der dank seines früheren Aufenthalts in der Stadt gute Ortskenntnisse besaß. Zurück in Preußen war Müffling für die militärisch-topografische Erfassung der Rheinprovinz zuständig, wofür er Etzel von 1816 bis 1820 nach Koblenz beorderte, wo er dann als Geodät tätig war.
Er zählte 1828 mit Johann Jacob Baeyer u. a. zu den Mitstiftern der Gesellschaft für Erdkunde zu Berlin.
Wieder in Berlin, wurde Etzel 1831 in die „Immediatskommission für die Errichtung der Telegraphen“ einberufen. Er erhielt den Auftrag, die 550 km lange optische Telegrafenlinie von Berlin in die Rheinprovinz zu bauen. Des Weiteren entwickelte er das Codesystem und die Verfahrensanweisungen für den Betrieb des Telegrafen und leitete die gesamte Anlage ab 1835 als „Königlich Preußischer Telegraphendirektor“. Als solcher setzte er sich intensiv mit der aufkommenden elektromechanischen Telegrafie auseinander, entwickelte selbst entsprechende Apparaturen und leistete Vorarbeiten zur Einführung des Systems in Preußen, die noch in seiner Amtszeit erfolgte.
Er erhielt am 25. Juni 1846 die preußische Adelsanerkennung und Erneuerung als „von Etzel“. Im Sommer 1846 erlitt er einen Schlaganfall, von dem er sich nie wieder ganz erholen sollte. Ende März 1847 folgte noch seine Beförderung zum Generalmajor, bevor Etzel am 9. Mai 1848 mit Pension in den Ruhestand verabschiedet wurde. Er verstarb zwei Jahre später infolge eines zweiten Schlaganfalls in Berlin. Etzel wurde auf dem Französischen Friedhof beigesetzt.

## Familie
Etzel hatte sich am 20. September 1807 in Tornow mit Elise Adelheid Hitzig (* 23. Juni 1789; † 13. August 1866) verheiratet. Aus der Ehe gingen folgende Kinder hervor:
- Franz August (* 16. Oktober 1808 in Berlin; 25. Dezember 1888 ebendort), preußischer General der Infanterie, Politiker und Mitglied des Deutschen Reichstages ⚭ 5. November 1838 Fanny Luise Marianne Nernst (* 25. Januar 1816 in Berlin; † 17. November 1884 ebendort)
- Marie Luise Franziska Adelaide (* 30. August 1810 in Berlin; † 10. Mai 1877 eben dort)
- Franz Friedrich Hermann (* 10. April 1812 in Berlin; † 20. April 1883 in Naumburg an der Saale), Oberst z. D. ⚭ 2. Juni 1856 Auguste Sophie Koch (* 11. April 1833 in Berlin; † 2. Februar 1875 in Naumburg an der Saale), Eltern von Generalleutnant Günther von Etzel
- Franz Rudolf Ludwig (* 24. September 1819 in Koblenz; † 8. Juni 1868 in Marienbad) ⚭ 3. Januar 1853 Berta Franziska Koch (* 10. Juli 1835 in Berlin; 25. November 1865 in Naumburg an der Saale)
- Franz Erich Anton (* 29. April 1821 in Berlin; † 9. Dezember 1870 ebendort) ⚭ 24. Oktober 1854 Adolfine Wilhelmine Düßler[2] (* 4. August 1827 in Schwerin; † 25. Mai 1917 in Dresden)[3]
- Hermann Franz (* 6. Oktober 1822 in Berlin; † 2. Mai 1890 in Straßburg)[4] 6. Oktober 1858 ⚭ Melanie von Froreich, Pseudonym: Clara Jäger (* Stettin, 31. Juli 1829 in Berlin; † 1907 in Sondershausen)
- Friedrich Wilhelm Franz Eugen (* 28. Juli 1825 in Berlin; † 9. Mai 1894 in Berlin)

⚭ 30. September 1855 Karoline Minette Adolfine Amalie von Kotze (* 26. April 1828 in Neu-Weyersleben; † 29. Juni 1856 in Wittauten im Kreis Memel)
⚭ 19. April 1866 Marianne Sophie Magnus (* 4. Juni 1843 in Zossen; † 20. Dezember 1882 in Berlin)

## Freimaurerei
1803 wurde Etzel im Laufe seines Studiums in Paris in den Bund der Freimaurerei aufgenommen.
Er begründete die Koblenzer Loge  „Friedrich zur Vaterlandsliebe“ und war auch deren Meister vom Stuhl. 1821 wurde Etzel von der Berliner Loge „Zur Eintracht“ angenommen und bekleidete von 1825 bis 1828 das Amt des Vorsitzenden Meisters.
Im weiteren Verlauf wurde er National-Großmeister der Große National-Mutterloge „Zu den drei Weltkugeln“ (GNML 3WK).
In seiner Amtszeit sprach er sich auf Grundlage der Alten Pflichten für eine Aufnahme von Juden in den Bund der Freimaurer aus.

## Schriften (posthum)
- Franz August v. Etzel. Eine biographische Skizze. (Als Manuskript gedruckt). A. W. Schade, Berlin 1852. Digitalisat
- Geschichte der Großen National-Mutter-Loge der Preußischen Staaten genannt zu den drei Weltkugeln nebst Bericht über die Gründung und Wirksamkeit der Wohlthätigkeits-Anstalten. Vorwort September 1840., Carl Schulze, Berlin 1867. Digitalisat